# Лемур джудже на Сибри
Лемур джудже на Сибри (Cheirogaleus sibreei) е вид бозайник от семейство Лемури джуджета (Cheirogaleidae). Видът е критично застрашен от изчезване.

## Разпространение
Разпространен е в Мадагаскар.